# Erich Fried
Erich Fried (Viena (Austria), 6 de mayo de 1921 - Baden-Baden (Alemania), 22 de noviembre de 1988) fue un poeta austriaco, quien vivió gran parte de su vida en Inglaterra. También trabajó como presentador, traductor y ensayista.

## Vida y obra
Fried nació en Viena (Austria), hijo de Nelly y Hugo Fried, una pareja judía. Desde pequeño escribió ensayos y poesías. Fried tuvo que huir a Londres con su madre cuando su padre fue asesinado por la Gestapo tras el Anschluss. Durante la Guerra Mundial, trabajó como bibliotecario y obrero industrial. Además, se unió a la Young Austria, un grupo izquierdista juvenil, que abandonó en 1943 debido a su dogmatismo.
En 1944, se casó con Maria Marburg, poco antes del nacimiento de su hijo Hans. Durante ese año, también se publicó su primer poemario. Fried se separó de Maria en 1946 y se divorciaron en 1952. En ese mismo año, se casó con Nan Spence Eichner, con quien tuvo dos hijos: David y Katherine. La pareja se divorció en 1965, el mismo año en que se casó con Catherine Boswell, con quien tuvo tres hijos: Petra, Klaus y Tom.
Entre 1952 y 1968, trabajó como presentador para el Servicio Alemán de la BBC. Por otro lado, tradujo obras de William Shakespeare, T. S. Eliot y Dylan Thomas.
Fried publicó varios libros de poesías y obras radiofónicas, además de una novela, Ein Soldat und ein Mädchen. El contenido de sus trabajos fue controvertido en muchas ocasiones, incluyendo su crítica del Sionismo. 
Su volumen de poesía und und Vietnam (1966) fue muy leído en Alemania. Gregory Divers escribió que el libro causó la revitalización del poema político en la República Federal de Alemania.  También causó controversias. Gran parte de la controversia fue alimentada por Peter Härtling y Günter Grass.
La prensa conservadora criticó la falta de calidad estética de sus poemas, pero el poeta experimental Helmut Heissenbüttel alabó su calidad estética.
El poeta español Jorge Riechmann ha comparado Erich Fried con Roque Dalton y Claes Andersson. Riechmann ha llamado este tipo de poesía “poesía social en su verdadero sentido” y ha añadido: “Me gusta mucha más  este tipo de literatura crítica que la radicalidad metafísica exenta de compromisos prácticos de un Cioran o un Bernhard...” Y Tariq Ali llamó a Fried "el más grande poeta vivo que está escribiendo en el idioma alemán."
La mayor parte de la obra de Erich Fried fue publicado en países del bloque occidental, aunque en 1969 se publicó una selección de sus poesías en Poesiealbum, una serie de poesía de República Democrática Alemana. Sus traducciones de Dylan Thomas fueron publicadas en la misma serie, en 1974.
En 1982 Fried recuperó la nacionalidad austriaca, aunque también mantuvo su nacionalidad británica, la cual había adoptado en 1949. 
En 1987 recibió el Premio Georg Büchner en Darmstadt. Fried murió de cáncer colorrectal en Baden-Baden (Alemania) en 1988 y fue enterrado en el Kensal Green Cemetery en Londres.

### Libros (Selección)
- Mitunter sogar Lachen (1986)
- Um Klarheit (1985)
- So kam ich unter die Deutschen (1977)
- Höre Israel (1974)
- Die Freiheit den Mund aufzumachen (1972)
- Unter Nebenfeinden (1970)
- Poesiealbum (1969)
- Die Beine der größeren Lügen (1969)
- Anfechtungen (1967)
- und Vietnam und (1966)
- Kinder und Narren (1965)
- Überlegungen (1964)
- Warngedichte (1964)
- Reich der Steine (1963)
- Ein Soldat und ein Mädchen (1960)
- Drei Gebete aus London (1945)

### Ediciones en español
- Es lo que es: poemas de amor, poemas de angustia, poemas de ira (Ed.  La Poesía, 2006; título original: Es ist was es ist)
- Amor, duelo, contradicciones (Ed. Losada, 2005; título original: Liebesgedichte)
- El equívoco (Lóguez Ediciones, 1991)
- Cien poemas apátridas (Ed. Anagrama; título original: 100 Gedichte ohne Vaterland)